# Distrito Municipal de Gert Sibande
Gert Sibande es un distrito municipal de Sudáfrica en la provincia de Mpumalanga.
Comprende una superficie de 31 846 km².
El centro administrativo es la ciudad de Secunda.

## Municipios locales
El distrito contiene los siguientes municipios locales:
| Municipio local | Población | %      | Idioma principal |
| --------------- | --------- | ------ | ---------------- |
| Govan Mbeki     | 221 754   | 24.64% | Zulú             |
| Albert Luthuli  | 187 935   | 20.88% | Swazi            |
| Mkhondo         | 142 878   | 15.88% | Zulú             |
| Msukaligwa      | 124 807   | 13.87% | Zulú             |
| Lekwa           | 103 264   | 11.47% | Zulú             |
| Pixley Ka Seme  | 80 742    | 8.97%  | Zulú             |
| Dipaleseng      | 38 620    | 4.29%  | Zulú             |